# Stazione dell'Aeroporto BER - Terminal 1-2
La stazione dell'Aeroporto BER - Terminal 1-2 (in tedesco Flughafen BER - Terminal 1-2) è la stazione ferroviaria che serve l'aeroporto di Berlino-Brandeburgo. La stazione si trova sotto il terminal principale dell'aeroporto, servendo i terminal 1 e 2. La maggior parte dei servizi ferroviari è operata da Deutsche Bahn, che fornisce collegamenti a lunga percorrenza e regionali, mentre la S-Bahn di Berlino offre linee suburbane.

## Servizio ferroviario
La stazione è servita regolarmente dai seguenti collegamenti:
- Servizio Intercity IC17: Dresda – BER Aeroporto – Berlino – Rostock – Warnemünde (ogni 2 ore)
- Servizio regionale FEX: Berlino Hauptbahnhof – Berlino Gesundbrunnen – Berlino Ostkreuz – BER Aeroporto
- Servizio regionale RE8: Wismar – Schwerin – Ludwigslust – Wittenberge – Nauen – Berlino-Spandau – Berlin Hbf – Berlin Ostbf – Berlin Ostkreuz – BER Aeroporto
- Servizio locale RB22: Königs Wusterhausen – BER Aeroporto – Ludwigsfelde-Struveshof – Golm – Potsdam
- Servizio locale RB23: (Potsdam Golm – Potsdam –) Berlin-Charlottenburg – Berlino Hbf – Berlino Friedrichstraße – Berlino Alexanderplatz – Berlino Ostbf – Berlino Ostkreuz – BER Aeroporto
- S-Bahn  BER Aeroporto – Schöneweide – Neukölln – Südkreuz
- S-Bahn  BER Aeroporto – Schöneweide – Ostbahnhof – Alexanderplatz – Hauptbahnhof – Westkreuz – Spandau

## Galleria d'immagini

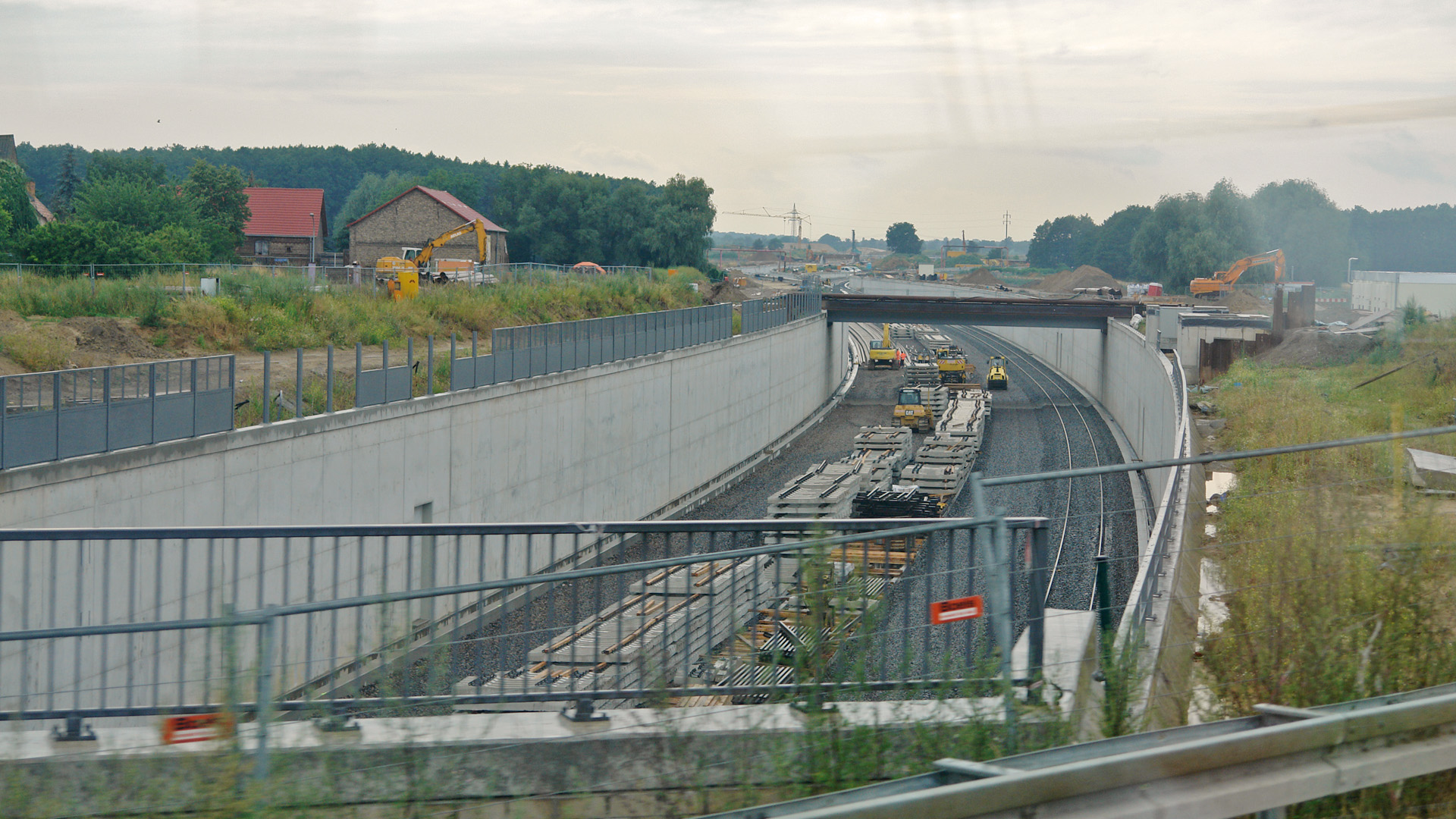
Lavori di costruzione all'ingresso del tunnel nel 2010
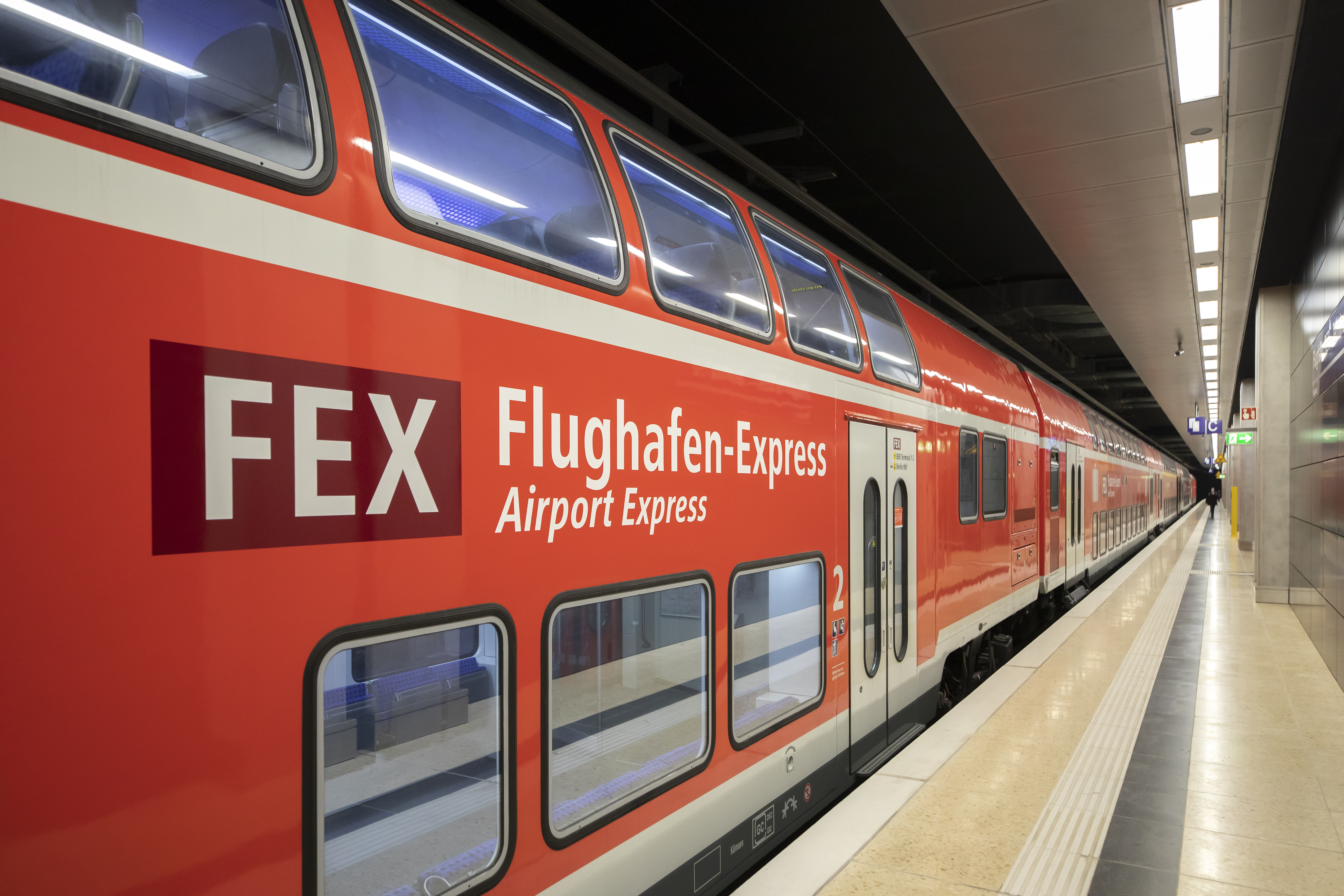
Treno FEX - Airport Express
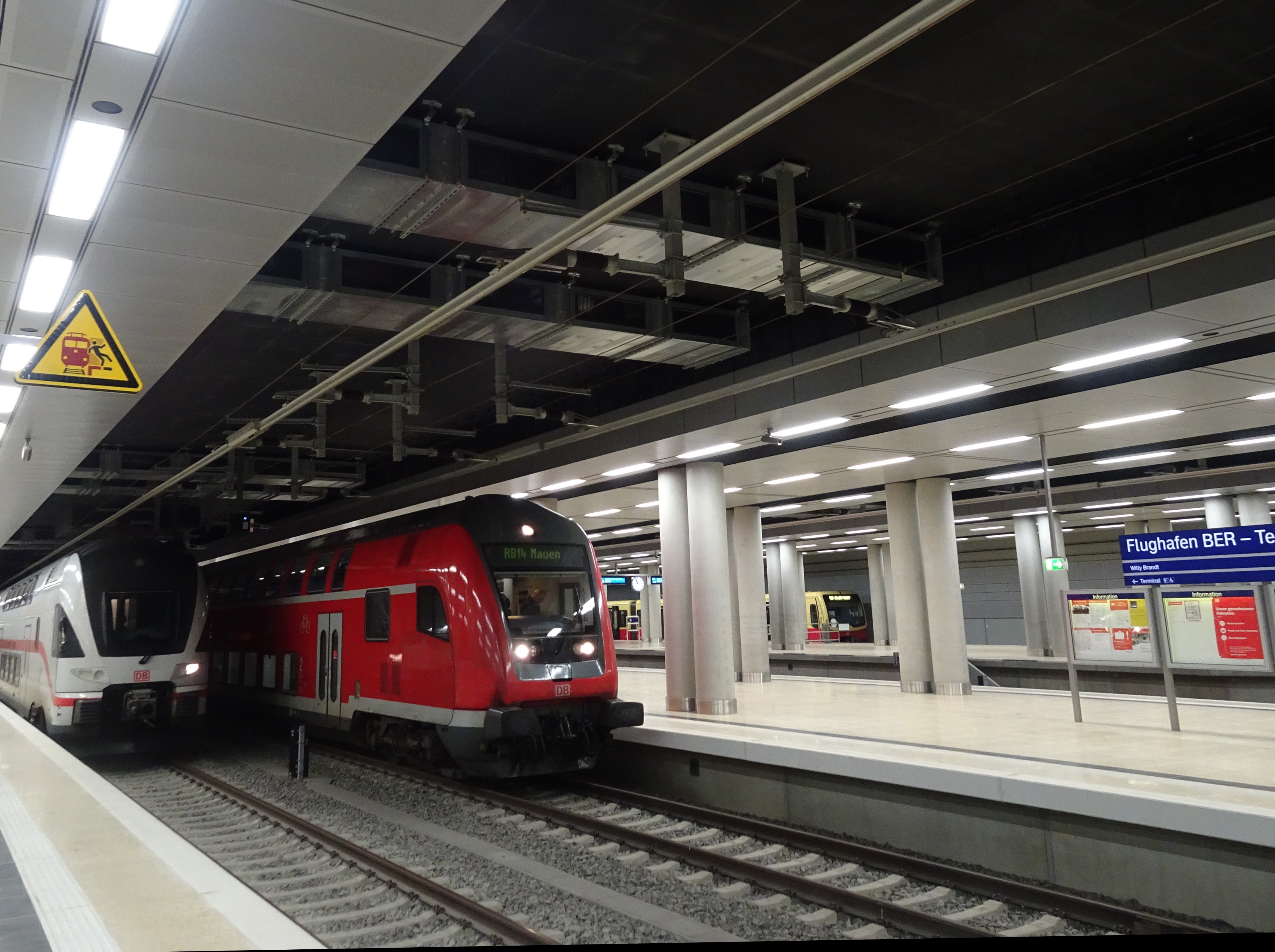
Treni DB presso la stazione
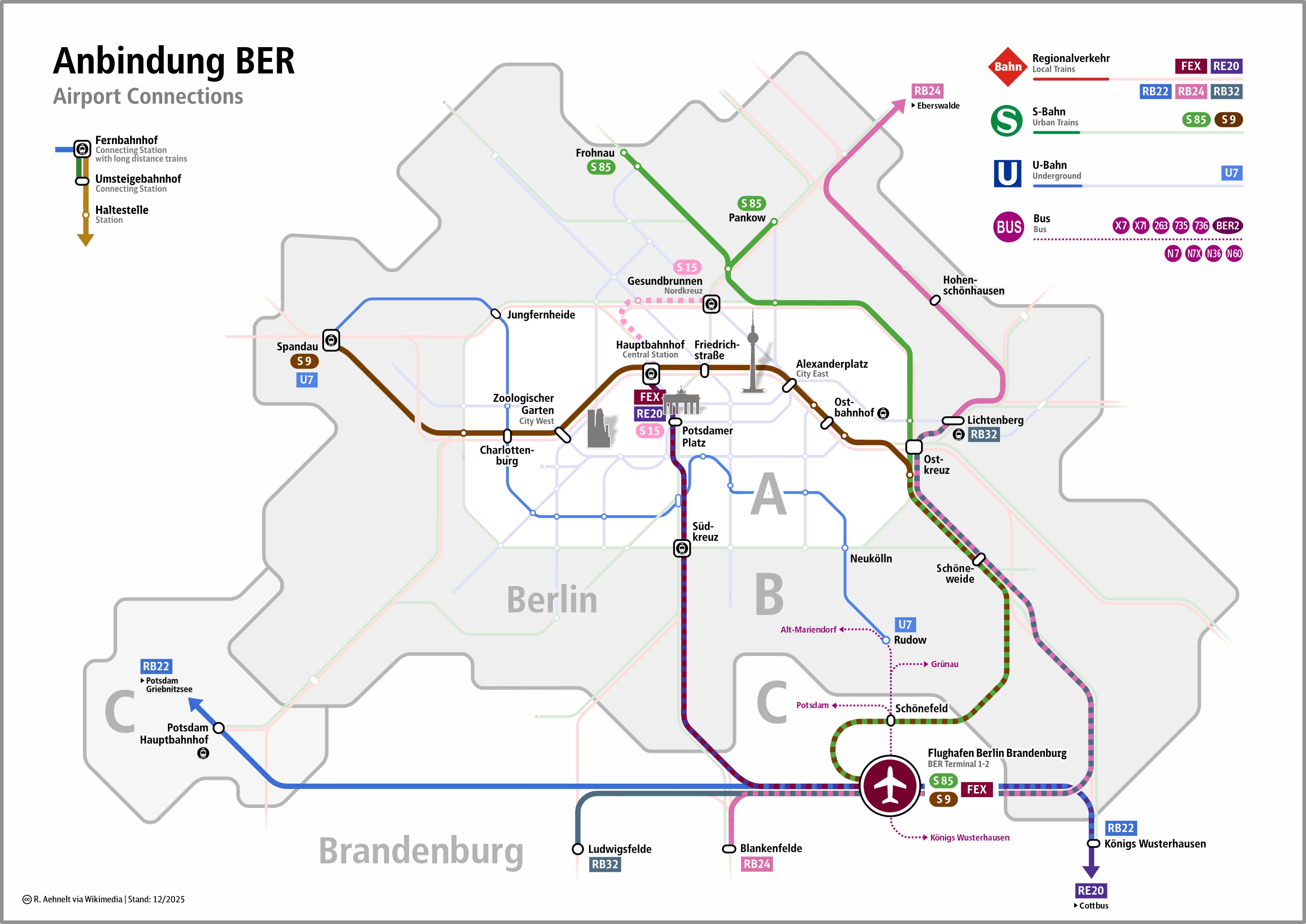
Carta del servizio ferroviario offerto a partire dall'aeroporto (2020)